# Хесфорд, Иэн
Иэн Хесфорд (англ. Iain Hesford; 4 марта 1960 — 18 ноября 2014) — английский профессиональный футболист. Играл на позиции вратаря за такие команды, как «Блэкпул», «Сандерленд» и «Халл Сити».

## Карьера

### Англия
Хесфорд начал свою карьеру в «Блэкпуле», где сыграл более 200 матчей, а также вызывался в молодёжную сборную Англии (провёл семь игр). Он дебютировал в матче против «Олдем Атлетик» 20 августа 1977 года, на тот момент ему было 17 лет, он стал самым молодым вратарём, когда-либо игравшим за «Блэкпул» в чемпионате. Когда Хесфорд выходил из раздевалки на второй тайм, он оскорбил болельщиков «латикс», показав им жест виктория. В 1983 году он подписал контракт с «Шеффилд Уэнсдей», но не сыграл ни одного матча за «сов». В 1986 году он перешёл в «Сандерленд», где играл в течение двух с половиной сезонов. В декабре 1988 года он перебрался в «Халл Сити», «Сандерденд» обменял его на Тони Нормана. В 1991 году после того, как его клуб вылетел из Второго дивизиона, он подписал контракт с «Мейдстон Юнайтед», который также боролся за выживание. В 1991 году он забил победный гол в матче против «Херефорд Юнайтед» (3:2), он сильно выбил мяч со своей штрафной площади, при этом ему помог ветер.

### Гонконг
В июле 1992 года Хесфорд переехал в Гонконг, присоединившись к клубу Истерн». Он играл за клуб в течение четырёх лет, затем в сезоне 1996/97 перешёл в «Синтоу», а в следующем сезоне — в «Саут Чайна». Во время своего пребывания в «Истерне» он с клубом завоевал пять трофеев, в том числе Гонконг Сеньор Шилд, Кубок футбольной ассоциации Гонконга и чемпионат страны. В 1992 году он был признан лучшим иностранным игроком в лиге. Он также трижды попадал в символическую сборную турнира (в 1992/93, 1993/94 и 1994/95 сезоне). Во время игры за «Истерн» он установил рекорд чемпионата Гонконга, простояв 827 минут (более десяти играх) без пропущенных мячей, гол в ворота Хесфорда забил игрок «Саут Чайна», Ло Вай Ши.
Он играл в товарищеском матче за сборную Гонконгской лиги против Англии, гости выиграли с минимальным счётом.
Он покинул Гонконг в 1998 году и начал карьеру тренера в Англии. Он открыл отель в Литтлборо, недалеко от Рочдейла, Большой Манчестер.

## Смерть
Тело Хесфорла было обнаружено 20 ноября 2014 года. Местная газета, «Blackpool Gazette», написала, что, скорее всего, причиной смерти стал инфаркт.